# Arte relacional
El arte relacional o estética relacional es una corriente artística que se empieza a analizar en los años 1990 y que se caracteriza por dar una mayor importancia a las relaciones que se establecen entre y con los sujetos a quienes se dirige la dinámica artística que a objeto artístico alguno: "algunos artistas a finales del siglo XX se preocuparon por recuperar la relación del artista con el espectador, de rescatar las situaciones cotidianas a partir de acciones que convocaran al intercambio, al encuentro". Así mismo los trabajos que se identifican con esta corriente artística tienden a suceder dentro de actividades y contextos cotidianos.
La primera utilización de la denominación “arte relacional” se le atribuye a Nicolas Bourriaud, antiguo codirector del Palais de Tokyo de París, quien utilizó este nombre como título de su libro Esthétique relationnelle (Estética Relacional) (Les presses du Réelle, 1998) y ya anteriormente, en 1996, en el catálogo de la exhibición “Traffic” comisariada por él mismo. Bourriaud señala que este tipo de arte "se instala en el intersticio social" y "las obras producen espacio-tiempos relacionales, experiencias interhumanas".
Artistas exponentes de este tipo de arte se les considera a nombres como Rirkrit Tiravanija, Maurizio Cattelan, Jeremy Deller, Miltos Manetas o Vanessa Beecroft.